# SiM
SiM (acrónimo de Silence Iz Mine) es una banda japonesa de metal alternativo surgida durante el 2004 en Shonan (Kanagawa). Actualmente cuentan con buen renombre tanto dentro como fuera de Japón y han compartido cartel con otras bandas japonesas de gran renombre como por ejemplo Coldrain (el vocalsita "Mah" ha llegado a colaborar en la canción de Coldrain "The Maze" del disco The enemy inside).

## Estilo musical
El estilo musical de SiM combina diferentes estilos como el rock alternativo, hardcore, nu metal, punk rock, ska, reggae y dub. Se podría describir el sonido como algo similar a la banda galesa Skindred. Casi todas las letras están enteramente escritas en inglés aunque últimamente han empezado a usar algunas frases en japonés en algunas de sus canciones. 

## Discografía

### Sencillo
- Paint Sky Blue (2007)
- LET iT END (2017)
- LiON'S DENS (2018)
- Ligth It up (2022)

### LP
- Silence Iz Mine (2008)
- Seeds Of Hope (2011)
- Pandora. (2013)
- The Beautiful People (2016)
- Thank God, There Are Hundreds Of Ways To Kill Enemies (2020)
- Playdead (2023)

### Maxisencillo
- Murderer (2009)
- Anthem (2010)
- Evils (2013)
- ANGELS and DEViLS (2015)
- CROWS (2015)
- LET iT END (2017)
- A/The Sound Of Breath (2017)
- DiAMOND (2018)

### EP
- Living In Pain (2010)
- Life And Death (2012)
- I Against I (2014)
- BEWARE (2022)